# El independiente (álbum)
El independiente es el nombre del primer álbum de estudio del cantante puertorriqueño Gringo como solista. Fue publicado el 27 de marzo de 2007 bajo el sello Universal Music Latino. Tuvo una escasa promoción y no contó con videos musicales, debido a que, los cantantes arreglarían sus diferencias a finales de 2007 y la promoción que se le daría durante el año, se descartó.
Cuenta con la canción «En la distancia» y con una tiraera a Nando, dueño de New Records, explicando los motivos y razones de su separación como dúo con Baby Rasta, alegando que este último estaba cegado por Nando y su ambición al dinero.
Antes del lanzamiento del disco, en 2005 se lanzó un sencillo promocional que se tituló «El abrazo del oso» que tuvo una recepción comercial bastante grande, pero por motivos desconocidos no salió en el álbum, pero si su remix junto a Ñejo & Dálmata.

## Lista de canciones
| N.º   | Título                                           | Duración |  |
| 1.    | «Intro»                                          | 4:10     |  |
| 2.    | «No hay»                                         | 3:13     |  |
| 3.    | «Wondering why»                                  | 3:13     |  |
| 4.    | «Cemento» (con Polaco y John Eric)               | 4:33     |  |
| 5.    | «Quiero volver esta noche»                       | 3:40     |  |
| 6.    | «El abrazo del oso (Remix)» (con Ñejo & Dálmata) | 3:18     |  |
| 7.    | «En la distancia» (con La India)                 | 3:47     |  |
| 8.    | «Nena caliente»                                  | 2:45     |  |
| 9.    | «Atrevida» (con Andy Boy)                        | 3:09     |  |
| 10.   | «Woo frontu»                                     | 2:52     |  |
| 11.   | «Secuestro» (con Bebe)                           | 3:25     |  |
| 12.   | «Undress Your Self»                              | 3:27     |  |
| 13.   | «Morena»                                         | 3:22     |  |
| 14.   | «Merengue con reggaeton» (con Ashley)            | 3:25     |  |
| 15.   | «Cloche»                                         | 3:06     |  |
| 16.   | «No puedo estar sin ti» (con Anthony)            | 3:01     |  |
| 17.   | «Outro»                                          | 4:50     |  |
| 59:16 |                                                  |          |  |